# V-Zug

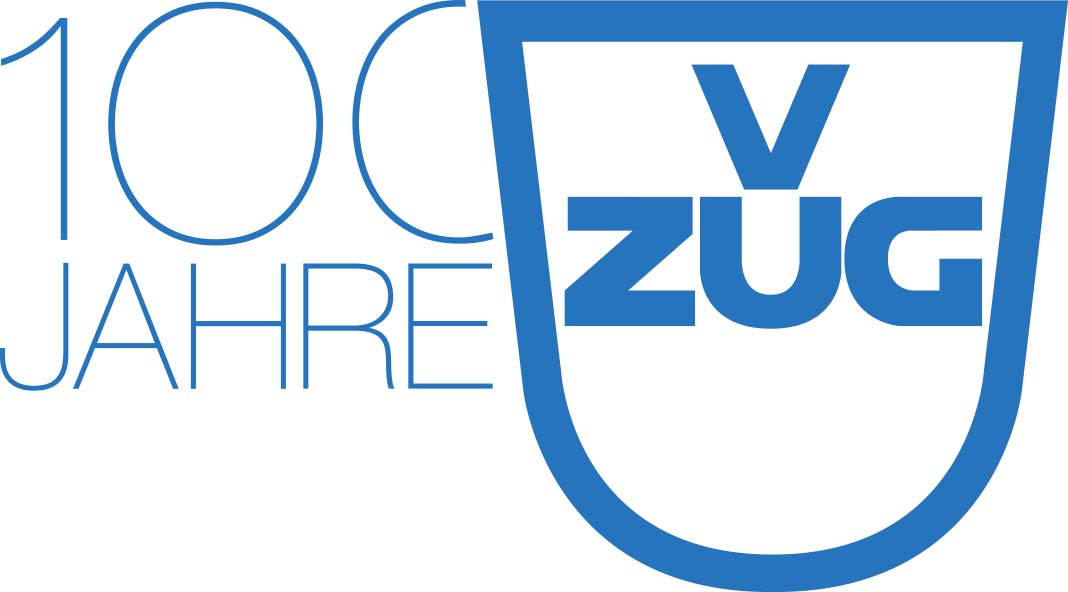
Spezielles Logo zum 100-Jahr-Jubiläum

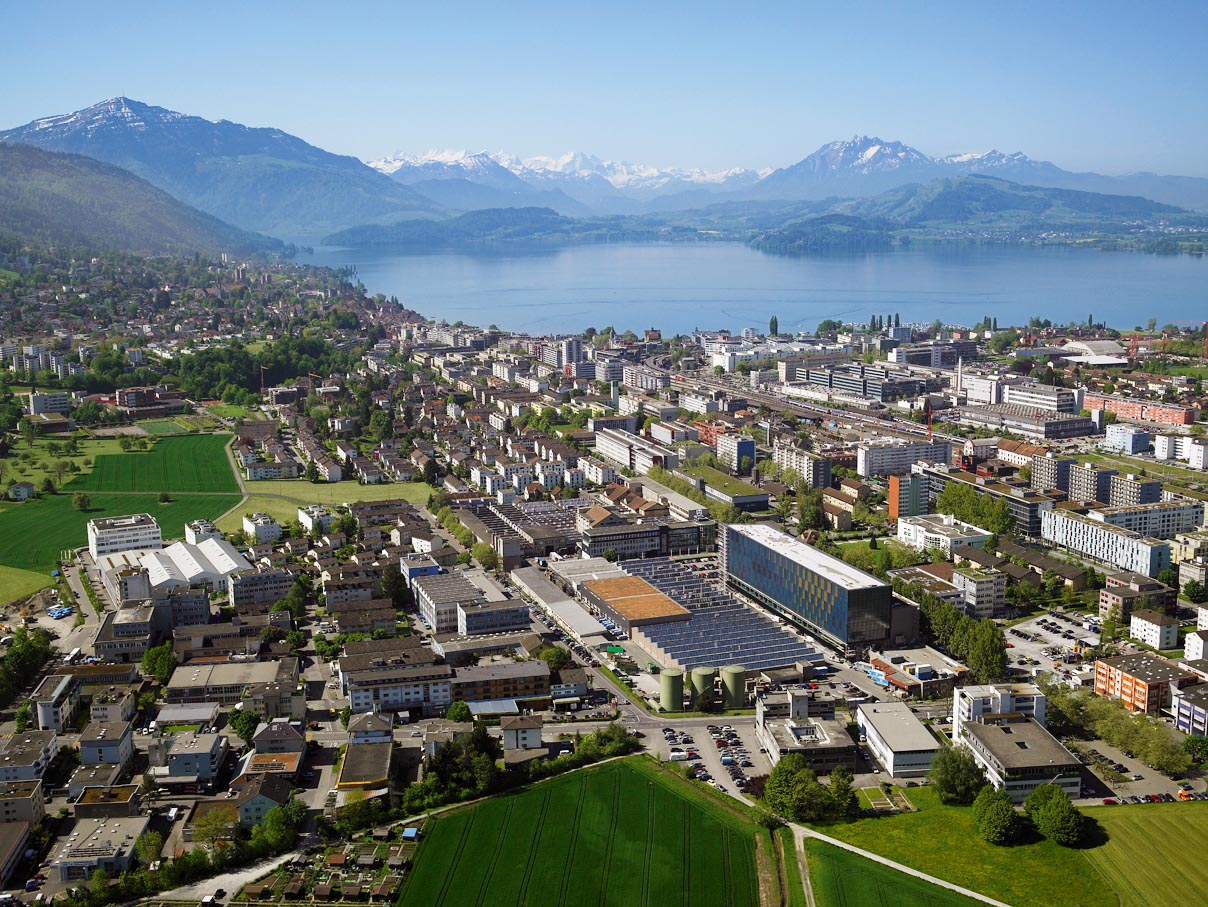
Hauptsitz in Zug, Schweiz

Die V-Zug AG (Eigenschreibweise: V-ZUG AG) ist ein Haushaltsgeräte-Hersteller mit Sitz in Zug in der Schweiz. Das Unternehmen erwirtschaftete 2013 einen Umsatz von CHF 580 Mio., wobei die Umsätze der beiden Gesellschaften Gehrig Group AG und Sibir Group AG eingerechnet sind. Die V-Zug AG bildet zusammen mit diesen Gesellschaften den Geschäftsbereich Haushaltapparate der Metall-Zug-Gruppe.

## Firmengeschichte
1913 wurde die Verzinkerei Zug gegründet. Nebst der Ausführung von Lohnaufträgen wurden verzinkte Blechwaren für den Haushalt, die Landwirtschaft und das Baugewerbe hergestellt. Anfang der 1920er-Jahre stellte die Verzinkerei die erste, noch handbetriebene Wäschetrommel-Waschmaschine her, die die Hausarbeit erleichterte. Die Produktpalette wurde stetig erweitert. Mit der Waschmaschine Unica war die klassische V-Zug-Waschküche – bestehend aus Waschmaschine, Waschherd, Spültrog und Zentrifuge – komplett.
Während des Zweiten Weltkriegs unterstand die Verzinkerei Zug wie alle Schweizer Firmen der Anbaupflicht. Das Unternehmen bewirtschaftete zusammen mit anderen Zuger Firmen einen grossen Kartoffelacker auf dem Zugerberg. Gleichzeitig wurde in der Fabrik weitergetüftelt. Die Entwicklung der ersten elektrischen Waschmaschine führte zu einer Zeit- und Krafteinsparung. 1949 wurde mit der Tempo die erste Kleinwaschmaschine für den Haushalt im Markt eingeführt, im Jahr darauf folgte die erste Unimatic für das Mehrfamilienhaus. Ende der 1950er- und Anfang der 1960er-Jahre wurde das bestehende Sortiment durch die Waschautomaten, Wäschetrockner und Geschirrspüler der Adora-Reihe vervollständigt. 1976 fusionierte die Metallwarenfabrik Zug, zu der Zeit Marktführerin bei Kochherden und Backöfen, mit der Verzinkerei Zug. Die Produktion wurde am heutigen Standort zusammengeführt. Damit wurde das neue Unternehmen zum Vollsortimenter für Küche und Waschraum. Ab 1981 trat die Verzinkerei Zug AG unter dem neuen Firmennamen V-ZUG AG auf dem Markt auf.
Im März 2013 erfolgte die Übernahme des Bereichs Kühlgeräte der AFG Arbonia-Forster Holding AG für netto 13 Mio. CHF. Zum 25. Juni 2020 wird das Unternehmen V-Zug an die Börse geführt. Die bisherige Muttergesellschaft Metall Zug bleibt mit 30 % beteiligt. Seit 2021 produziert V-Zug auch an einem neuen Standort in Sulgen.

## Niederlassungen
Das Unternehmen verfügt schweizweit über 16 Service-Center und zahlreiche Ausstellungsräume. Weltweite Niederlassungen befinden sich in vielen europäischen Ländern und in Übersee.

## Produkte
Die V-Zug AG ist laut eigenen Angaben mit über 3,6 Millionen in Betrieb stehenden Geräten Schweizer Marktführer im Bereich Haushaltsgeräte. Für die Tochtergesellschaft SIBIRGroup ist unter anderem der slowenische Hersteller Gorenje ein Erstausrüster.

## Abo-Modell
2024 geriet die V-Zug in die Schlagzeilen, als bekannt wurde, dass das Unternehmen bei smarten Geschirrspülermodellen die Nutzung bestimmter Features an den Abschluss eines kostenpflichtigen Abonnements koppelt, was bei Kundinnen und Kunden für Irritationen sorgte. Namhafte Mitbewerber, etwa Miele und Electrolux, gaben an, gegenwärtig keine kostenpflichtigen Zusatzprogramme zu planen.